# Ramón Jiménez Lamar
Ramón Jiménez Lamar (Sagua la Grande, 1867-Dalías, 1918) fue un poeta español.

## Biografía
Nació el 4 de junio de 1867 en la localidad cubana de Sagua la Grande. Poeta, cursó primero la carrera eclesiástica en el Sacro Monte de Granada; pero sin vocación para el sacerdocio estudió la de Leyes en la Universidad de Granada y se doctoró en Derecho. Fijó su residencia en la localidad almeriense de Dalías, en donde transcurrió su vida. En el periódico El Globo, de Madrid, publicó una serie de artículos filosóficos que le dieron fama, y en la prensa ilustrada de Málaga, Granada y Almería realizó diversas colaboraciones. Dejó inéditos un poema en verso titulado La Tentación y un drama en tres actos y en prosa llamado Juan de la Luz. Sus poesías se distinguían, en opinión de Francisco Cuenca, «por su vigor de concepto, ternura, sinceridad y sencillez de forma, aunque como alarde de facultad compuso innumerables sonetos que lo acreditaron de rimador colorista de gran fuerza descriptiva». Falleció el 10 de junio de 1918 en la localidad almeriense de Dalías.